# Ecgfrith merciai király
Ecgfrith (†796 decembere) Mercia királya, aki 796-ban uralkodott egy rövid ideig.

## Élete, uralkodása
Offa király fia és örököse volt. Anyja Cynethryth. 787-ben Offa társuralkodóvá koronázta, majd apja halála után 796 júliusában követte őt a trónon. Azonban Offa erőfeszítései ellenére, amivel megpróbálta fia trónutódlását bebiztosítani, a feljegyzések szerint Ecgfrith mindössze 141 napot uralkodott, ami azt jelenti, hogy Offa halálának július 26-i vagy július 29-i dátumától számítva Ecgfrith december 14-én vagy december 17-én halt meg.
Ecgfrith volt az első angolszász király, akit keresztény felszenteléssel koronáztak meg.